# Mbulelo Mabizela
Mbulelo Mabizela (Pietermaritzburg, 16 settembre 1980) è un ex calciatore sudafricano, di ruolo centrocampista.

## Carriera

### Club
Mabizela iniziò la carriera professionistica nel suo paese, giocando con le maglie di Maritzburg United e Orlando Pirates. Ad agosto 2003 passò al Tottenham Hotspur, dopo che il calciatore ispirò una vittoria per due a uno degli Orlando Pirates sugli Spurs, in una tournée precedente all'inizio del campionato 2003-2004.
Debuttò in Premier League il 19 ottobre 2003, nel successo per due a uno in casa del Leicester City: subentrò a Gustavo Poyet nel corso del secondo tempo e andò anche a segno per la sua squadra. Ad ottobre 2004 rescisse il suo contratto con il club londinese, a causa di numerose infrazioni disciplinari (tra cui l'assenza a numerose sedute d'allenamento). Totalizzò soltanto 9 presenze per la società inglese.
Dopo un breve provino sostenuto con il Fulham, Mabizela firmò un accordo con i norvegesi del Vålerenga. Esordì ufficialmente per la nuova squadra l'11 maggio 2005, in un match valido per l'edizione stagionale della Coppa di Norvegia: fu titolare nel successo per dieci a due in casa dello Hadeland. Il 4 luglio giocò il primo incontro nella Tippeligaen, sostituendo Christian Grindheim nella vittoria per tre a zero sull'Odd Grenland. Contribuì alla vittoria del campionato 2005, ma fu poi svincolato a giugno 2006.
Ad agosto dello stesso anno, fu ingaggiato dai Mamelodi Sundowns. A dicembre 2006, ricevette una squalifica di sei mesi per uso di droghe. Dopo una serie di problemi disciplinari che lo fecero finire tra i calciatori in vendita dei Mamelodi Sundowns, trovò una nuova squadra agli inizi del 2009: firmò infatti un contratto triennale con i Platinum Stars.
A giugno 2009, fu assolto dalla vicenda che lo vide protagonista di un arresto per guida in stato d'ebbrezza. La magistratura di Pietermaritzburg lo scagionò perché al calciatore non furono illustrati adeguatamente i suoi diritti costituzionali.
A luglio, i Platinum Stars pensarono di rescindere il contratto con il centrocampista. Fu riportata la notizia che il club e l'atleta fossero ai ferri corti, ma dopo un lungo incontro tra Mabizela e l'allenatore Steve Komphela, fu concesso al giocatore di restare in rosa.
Il 7 giugno 2010 fu nominato migliore dei suoi nella sconfitta per tre a zero dei Platinum Stars in un'amichevole contro l'Inghilterra, ultima gara di preparazione al campionato del mondo 2010 dei britannici che si sarebbe svolto proprio in Sudafrica.

### Nazionale
Mabizela conta 44 presenze e 2 reti con il Sudafrica. Fu il più giovane capitano della Nazionale, diventandolo per la prima volta a vent'anni.
A dicembre 2009, il suo allenatore Steve Komphela ne propose il ritorno in Nazionale, sottolineando i suoi progressi. Numerosi personalità legate alla Nazionale sudafricana si espressero favorevolmente per il suo ritorno, ma il commissario tecnico Carlos Alberto Parreira fu irremovibile nella sua decisione di non convocarlo. Quando, il 12 maggio 2010, il Sudafrica comunicò la lista dei 30 pre-convocati per il Mondiale, Mabizela non fu tra questi. Sfumò così la possibilità di un ritorno in Nazionale per il calciatore.

## Palmarès

### Club

#### Competizioni nazionali
- Campionato sudafricano: 2

Orlando Pirates: 2002-2003
Mamelodi Sundowns: 2006-2007
- Campionato norvegese: 1

Vålerenga: 2005